# Digital Compact Cassette
Pour les articles homonymes, voir DCC.

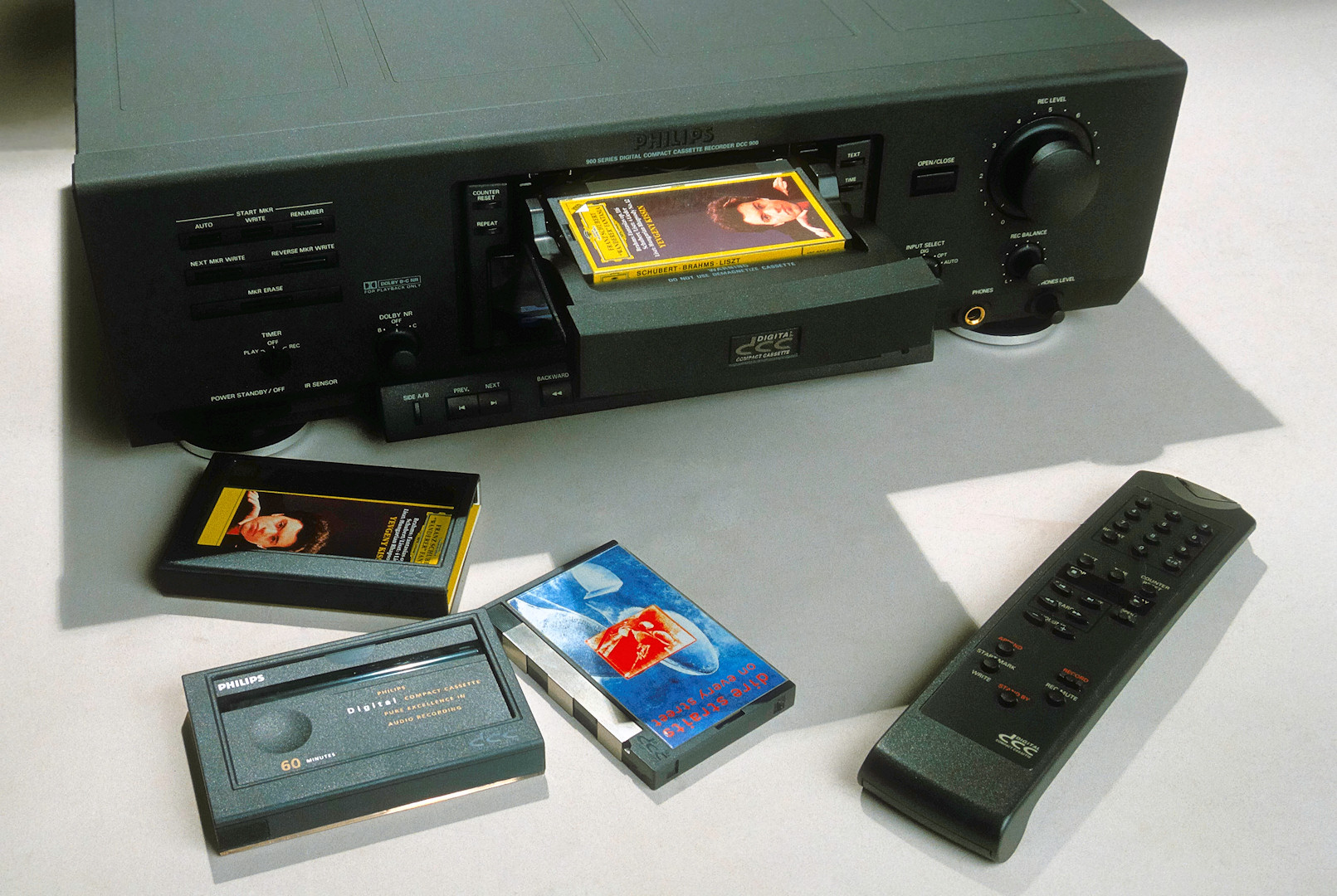
Platine et cassettes DCC

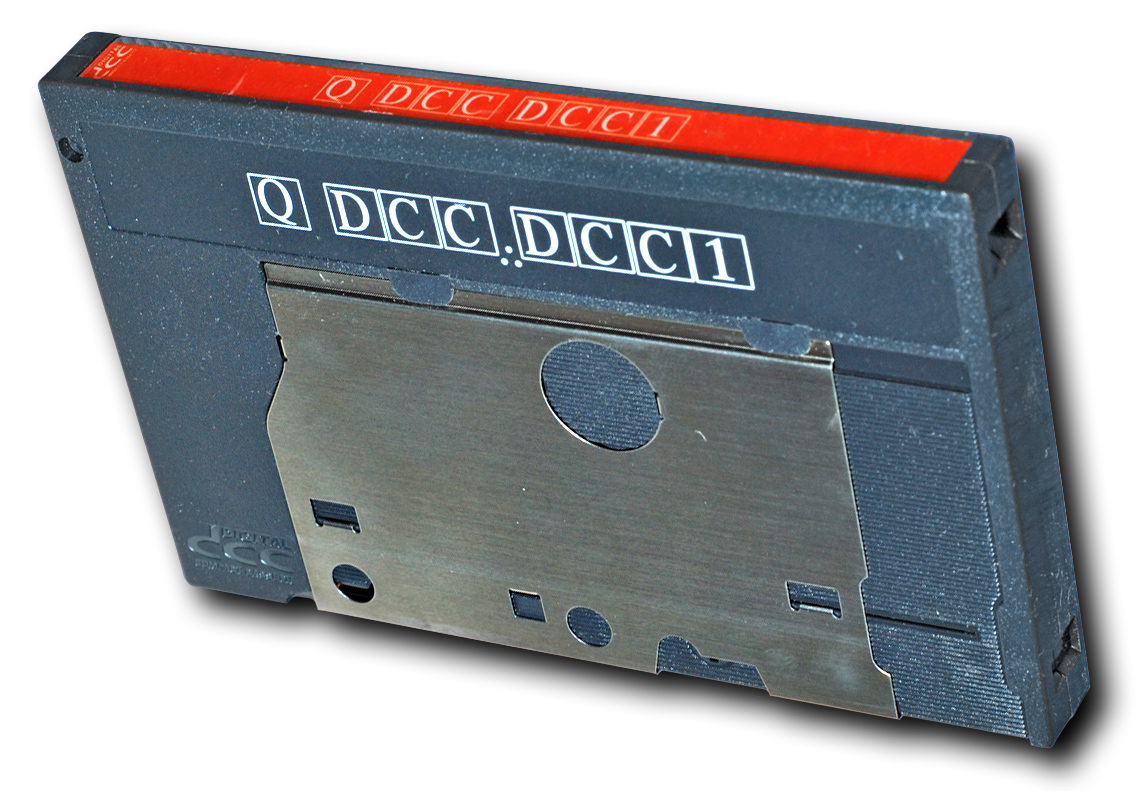

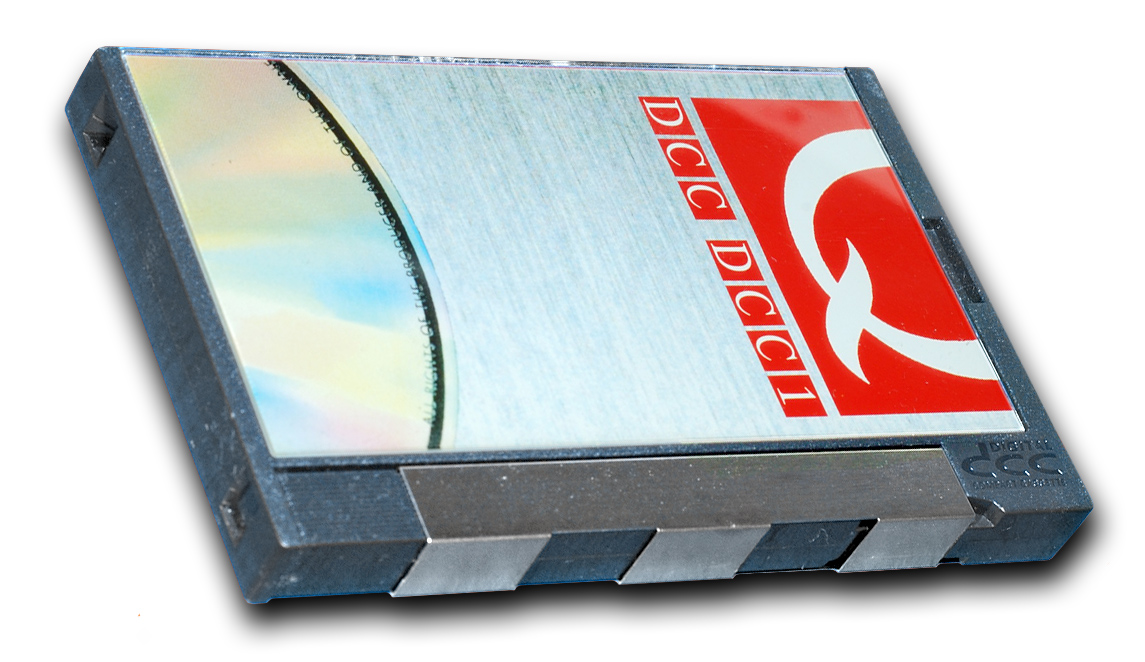

Support d'enregistrement numérique audio inventé par Philips et Matsushita en 1992. Il se présente extérieurement sous le même format que l'ancienne minicassette. On l'appelait communément cassette compacte digitale ou DCC. L'appellation désigne aussi l'appareil capable de lire et d'enregistrer ces cassettes.

## Histoire et technologie

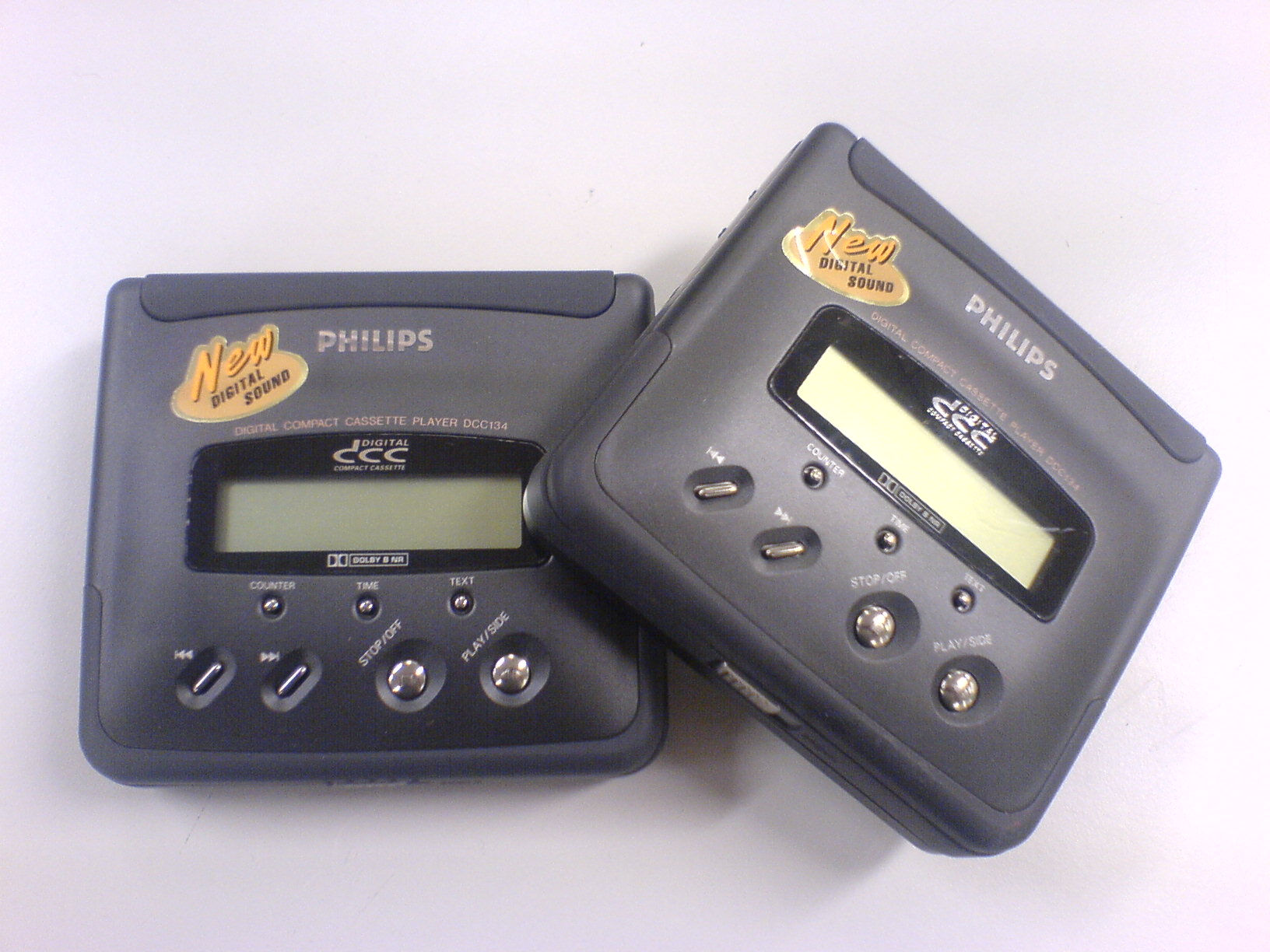
Phillips DCC Player

La cassette compacte digitale fut lancée dans le but de succéder à la minicassette analogique standard et de concurrencer le minidisque (MD) et le DAT. Elle n'est cependant jamais parvenue à s'imposer auprès du grand public.
La cassette DCC, bien qu'ayant le même format que la minicassette, se présente plutôt sous la forme d'une cartouche : une trappe en métal protège les moyeux et la bande et il n'y a qu'un seul sens pour l'introduire. L'auto-reverse permet, dans ce cas, d'avoir accès aux deux faces de la bande.
Elle présente donc l'avantage de partager le même format que les cassettes analogiques, et les enregistreurs de DCC peuvent lire indifféremment l'un ou l'autre type de cassette. Cette compatibilité ascendante devait permettre à ses utilisateurs d'adopter l'enregistrement numérique sans rendre obsolète leur collection de minicassettes.
Les cassettes analogiques peuvent uniquement être lues, généralement avec les réductions de souffle Dolby B ou C si besoin.
À la différence du DAT ou du magnétoscope qui utilisent une tête rotative, l'enregistreur DCC utilise une tête fixe multipiste. L'enregistrement est donc linéaire. Pour permettre une densité d'enregistrement numérique suffisante, l'écriture se fait sur 9 pistes parallèles : 8 pistes de données et 1 piste de synchronisation. La capacité d'une cassette DCC est de 45 minutes par face, comme la cassette analogique.
En outre un codage de compression audio, appelé PASC (Precision Adaptive Sub-band Coding au rapport 4:1 semblable au MPEG-1) est utilisé pour assurer une durée raisonnable car sans compression, la cassette DCC n'aurait permis que 12 minutes d'enregistrement PCM par face. Bien que le PASC donne une meilleure qualité audio que le codage ATRAC utilisé dans le MD original, il n'est pas aussi bon que le DAT, qui utilise le PCM non compressé.
La production de DCC a été abandonnée en novembre 1996 après que Philips a admis qu'il avait réalisé très peu de ventes.
Les bandes magnétiques à enregistrement linéaire, faute d'être d'utilisation aussi souple et pratique que le minidisque et concurrencées par l'arrivée des disques compacts enregistrables CD-R et CD-RW, n'ont pas répondu aux besoins de la consommation courante. En outre, le prix élevé de chaque cassette, environ 20 dollars, explique également l'échec de ce format.